# Sphaerostephanos alcasidii
Sphaerostephanos alcasidii är en kärrbräkenväxtart som beskrevs av Holtt. Sphaerostephanos alcasidii ingår i släktet Sphaerostephanos och familjen Thelypteridaceae. Inga underarter finns listade.